# Rychlostní silnice S22 (Polsko)
Rychlostní silnice S22 je polská rychlostní silnice vedoucí z města Elbląg z křižovatky Elblag Wschód na hraniční přechod s Ruskem. Celková délka rychlostní silnice je 50,6 km. Celá se nachází na území Varmijsko-mazurského vojvodství. Téměř po celé délce je vystavěna v polovičním profilu (s rezervou pro plný profil), ale v hraniční části úseku Grzechotki - Maciejewo je vystavěna v plném profilu.

## Historie
Dálnice Elblag - Königsberg (východní část tzv. Berlinki) byla postavena Němci mezi lety 1933 až 1937. Prozatím byla postavena pouze v polovičním profilu. Byla zničena během druhé světové války v roce 1945 a poté nebyla obnovena. Na přelomu 20. a 21. století byly vystavěny nové mosty nad řekami Omaza, Pasłęka a Młynówka. Stará dálnice byla poté kompletně zrekonstruována a otevřena v září 2008 jako rychlostní silnice. Hraniční přechod byl otevřen v roce 2010.

## Připravované projekty
V Národním plánu rozvoje z roku 2005 se objevily informace o pokračování rychlostní silnice S22 Elbląg - Gorzów Wielkopolski jako doplnění stávající sítě rychlostních silnic. Realizace této silnice byla plánována po roce 2013. V případě výstavby by rychlostní silnice S22 měla asi o 320 km více.

## Výjezdy
| Číslo exitu | Název exitu       | Číslo exitu |
| ----------- | ----------------- | ----------- |
| 1           | Elblag Wschód     | 0           |
| 2           | Pomorska Wiés     | 6           |
| 3           | Frombork          | 19          |
| 4           | Braniewo Poludnie | 28          |
| 5           | Braniewo Pólnoc   | 39          |